# Evangelická Matice augšpurského vyznání v Rakousku
Evangelická Matice augšpurského vyznání v Rakousku byl spolek, jehož účelem bylo probuzování a prohlubováni náboženského života mezi luterskými evangelíky českého jazyka v Rakousku. 
Evangelická matice byla založena roku 1892; u jejího zrodu stáli např. Josef Jakub Kučera či Gustav Adolf Skalský. Svého cíle Evangelická matice dosahovala výročními schůzemi, které konala v jednotlivých evangelických sborech ve spojení s poučnými přednáškami a vydáváním náboženských knih a letáků. Každoročně vydávala oblíbený kalendář Hus. Z knih, jež Matice evangelická vydala, zasluhují zmínky České vyznání z r. 1575 či překlad Lutherova díla O svobodě křesťanské (Čáslav, 1917).
Kromě centrály měla Matice i své místní spolky, zpravidla při jednotlivých sborech.
Valná hromada Evangelické matice, která se konala dne 28. prosince 1922 v Praze, se usnesla na rozpuštění spolku. 